# Saison 2 de Misfits
Chronologie
Saison 1 Saison 3
Cet article présente les sept épisodes de la deuxième saison de la série télévisée britannique Misfits.

## Synopsis
Alisha, Curtis, Kelly et Simon ont retrouvé Nathan, et connaissent désormais son pouvoir : il est immortel. De nouveau menacés, ils sont sauvés les uns après les autres par un mystérieux individu d'une agilité remarquable, toujours là au bon moment, et dont l'identité reste un mystère. Ils le surnomment Captain Hoodie…

## Distribution

### Acteurs principaux
- Robert Sheehan : Nathan Young
- Iwan Rheon : Simon Bellamy
- Lauren Socha : Kelly Bailey
- Nathan Stewart-Jarrett : Curtis Donovan
- Antonia Thomas : Alisha Daniels

### Acteurs récurrents
- Craig Parkinson : Shaun
- Michael Obiora : Pete
- Ruth Negga : Nikki

### Acteurs secondaires
- Evelyn Hoskins : Lucy
- Sam Keeley : Jamie
- Catrin Stewart : Lily
- Dexter Fletcher : Mike Young
- Nathan Constance : Vince
- Joshua McGuire : Ollie
- Matt Cross : Tim
- Zawe Ashton : Jessica
- Charlie Holloway : Chris
- Adrian Rawlins : Dave
- Richard Riddell : Bruno
- Jordan Metcalfe : Brian
- Sydney Stevenson : Charlotte
- Natalie Klamer : Daisy
- Anna Wilson-Jones : Laura
- Gwyneth Keyworth : Marnie
- Edward Hogg : Elliot
- Harry Hepple : Luke
- Matthew McNulty : Seth

## Liste des épisodes

### Épisode 1:Faux Semblants
- Royaume-Uni : 11 novembre 2010 sur E4
- France : 17 avril 2011 sur OCS Choc

- Royaume-Uni : 1,423 million de téléspectateurs

- Evelyn Hoskins : Lucy

### Épisode 2:Retrouvailles
- Royaume-Uni : 18 novembre 2010 sur E4
- France : 17 avril 2011 sur OCS Choc

- Royaume-Uni : 1,305 million de téléspectateurs

- Sam Keeley : Jamie
- Catrin Stewart : Lily
- Dexter Fletcher : Mike Young

### Épisode 3:Je t’ai dans la peau
- Royaume-Uni : 25 novembre 2010 sur E4
- France : 24 avril 2011 sur OCS Choc

- Royaume-Uni : 1,370 million de téléspectateurs

- Nathan Constance : Vince

### Épisode 4:Monde virtuel
- Royaume-Uni : 2 décembre 2010 sur E4
- France : 24 avril 2011 sur OCS Choc

- Royaume-Uni : 1,416 million de téléspectateurs

- Joshua McGuire : Ollie
- Matt Cross : Tim

### Épisode 5:Bas les masques
- Royaume-Uni : 9 décembre 2010 sur E4
- France : 1er mai 2011 sur OCS Choc

- Royaume-Uni : 1,429 million de téléspectateurs

- Zawe Ashton : Jessica
- Charlie Holloway : Chris
- Adrian Rawlins : Dave
- Richard Riddell : Bruno

### Épisode 6:Célébrité, quand tu nous tiens
- Royaume-Uni : 16 décembre 2010 sur E4
- France : 1er mai 2011 sur OCS Choc

- Royaume-Uni : 1,593 million de téléspectateurs

- Jordan Metcalfe : Brian
- Sydney Stevenson : Charlotte
- Natalie Klamer : Daisy
- Anna Wilson-Jones : Laura

### Épisode 7:Héros déchus
- Royaume-Uni : 19 décembre 2010 sur E4
- France : non diffusé sur OCS Choc

- Royaume-Uni : 1,698 million de téléspectateurs[1]

- Gwyneth Keyworth : Marnie
- Edward Hogg : Elliot
- Harry Hepple : Luke
- Matthew McNulty : Seth

- Cet épisode n'a pas été diffusé en France. Néanmoins, il est présent sur le coffret DVD français.

## Informations sur le coffret DVD
- Intitulé du coffret : Misfits - Saison 2
- Editeur : Koba Films
- Nombres d'épisodes : 7
- Nombre de DVD : 2
- Format d'image : Couleur, plein écran, PAL, 16/9 compatible 4/3
- Audio : son Dolby Digital 2.0
  - Langues : Français, Anglais
  - Sous-titres : Français
- Durée : ?? minutes
- Bonus : un Making-of de 30 minutes revenant sur l'intrigue de la saison ; quatre vidéos regroupés dans Secrets de tournage de 30 minutes : « Le rendu, la conception, la planète Misfits et sur les BAFTA (équivalent anglais des Emmys) » ; une dizaine de vidéos de 20 minutes, intitulé Misfits sous surveillance (présentation d'images inédites de la série).
- Dates de sortie :
  -  Royaume-Uni : 27 décembre 2010
  -  France : 21 septembre 2011[2]